# キャロル・リトルトン
キャロル・リトルトン（Carol Littleton、1942年 - ）は、アメリカ合衆国の編集技師。アメリカ映画編集者協会（A.C.E.）会員。

## 経歴
オクラホマ大学アーツ＆サイエンス校に在籍。1965年に学士号、1970年に博士号を取得した。
フランスのヌーヴェルヴァーグに傾倒し、編集技師を志す原動力となった。
1982年の『E.T.』でアカデミー編集賞にノミネートされ、2023年度のアカデミー名誉賞を受賞。
夫は撮影監督のジョン・ベイリー
。『再会の時』、『シルバラード』では夫婦で映画製作に携わっている。

## 主な編集作品

### 映画
- フレンチ・グラフィティ French Postcards (1979)
- 白いドレスの女 Body Heat (1981)
- E.T. E.T. the Extra-Terrestrial (1982)
- 再会の時 The Big Chill (1983)
- プレイス・イン・ザ・ハート Places in the Heart (1984)
- シルバラード Silverado (1985)
- バイブス秘宝の謎 Vibes (1988)
- 偶然の旅行者 The Accidental Tourist (1989)
- 僕の美しい人だから（英語版） White Palace (1990)
- わが街 Grand Canyon (1991)
- 妹の恋人 Benny & Joon (1993)
- ワイアット・アープ Wyatt Earp (1994)
- 悪魔のような女 Diabolique (1996)
- トワイライト 葬られた過去 Twilight (1998)
- 愛されし者（英語版） Beloved (1998)
- マムフォード先生 Mumford (1999)
- ハート・オブ・ウーマン What women want (2000)
- アニバーサリーの夜に The Anniversary Party (2001)
- シャレード The Truth About Charlie (2002)
- ドリームキャッチャー Dreamcatcher (2003)
- クライシス・オブ・アメリカ The Manchurian Candidate (2004)
- エネミー・ライン2 -北朝鮮への潜入- Behind Enemy Lines II: Axis of Evil (2006)
- ランド・オブ・ウーマン 優しい雨の降る街で（英語版） In the Land of Women (2007)
- マーゴット・ウェディング（英語版） Margot at the Wedding (2007)
- ブーリン家の姉妹 The Other Boleyn Girl (2008)
- カントリー・ストロング Country Strong (2010)
- ラム・ダイアリー The Rum Diary (2011)
- Darling Companion (2012)

### テレビ映画
- Tuesdays with Morrie (1999)

## 受賞歴
受賞
- 2000年 プライムタイム・エミー賞：編集賞『Tuesdays with Morrie』
- 2023年 第96回アカデミー賞：名誉賞[3][4]

ノミネート
- 1983年 第55回アカデミー賞：編集賞『E.T.』
- 1983年 アメリカ映画編集者協会エディー賞：長編映画編集賞『E.T.』
- 1983年 英国アカデミー賞：編集賞『E.T.』
- 1999年 ゴールデン・サテライト賞：編集賞『愛されし者』